# إسماعيل أدو
إسماعيل أدو (بالإنجليزية: Ishmael Addo)‏ (ولد في 30 يوليو 1982) هو لاعب كرة قدم غاني قضى معضم مسيرته في نادي هارتس أوف أوك.

## الإنجازات
- الدوري الغاني الممتاز: 6

1999 و2000 و2001 و2002 و2007 و2009
- كأس الاتحاد الغاني:2

1999 و2000
- دوري أبطال أفريقيا:1

2000
- كأس العالم تحت 17 سنة لكرة القدم 1999 - الحذاء الذهبي

## روابط خارجية
- إسماعيل أدو على موقع قاعدة بيانات كرة القدم.إي يو (الإنجليزية)
- إسماعيل أدو على موقع ناشيونال فوتبول تيمز (الإنجليزية)